# Upplands runinskrifter 331
Upplands runinskrifter 331 är en vikingatida runristning på en berghäll i Snåttsta, Markims socken och Vallentuna kommun. Runristningen är 1,4 gånger 0,9 meter. Runhöjden är 5-10 centimeter. Ristningen sluttar mot öster och är mycket skickligt huggen. 
"Inga av Svartsjölandet" och hennes man "Ragnfast" omnämns också på U 29, U 329, U 330 och U 332. Tillsammans berättar ristningarna att Inga kom från Hillersjö gård och var enda överlevande barn till Gudrik och Gerlög. Vi får veta att Ragnfast ägde hela Snåttsta och att Ingas och Ragnfasts enda son sedan ärvde allt vid faderns död. Inga kom sedan att ärva Snåttsta från barnet. Vi får också veta att Ragnfast själv ärvt Snåttsta från sin fader Sigfast och att Ragnfast hade en huskarl som hette Assur.

## Inskriften
Translitterering av runraden:
× inka × lit × rista × runaʀ × eftiʀ × raknfast × bonta × sin + han × at[i +] ain ×× by × þina × eftiʀ × sikfast × faþur × sin × kuþ × hialbi × ant þaiʀa ×
Normalisering till runsvenska:
Inga let rista runaʀ æftiʀ Ragnfast, bonda sinn. Hann atti æinn by þenna æftiʀ Sigfast, faður sinn. Guð hialpi and þæiʀa.
Översättning till nusvenska:
Inga lät rista runorna efter Ragnfast, sin man. Han ägde ensam denna by efter Sigfast, sin fader. Gud hjälpe deras ande.